# Oskar Braaten
Oskar Alexander Braaten (født 25. november 1881 i bydelen Sagene i Kristiania, død 17. juli 1939 i Trysil) var en norsk forfatter og dramatiker, som skildrede arbejdermiljøet i Oslo i sin samtid. Specielt er han kendt for komedien Den store barnedåpen og skuespillet Ungen.

## Opvækst
Oskar Braaten blev født i Sandakerveien 12, revet i oktober 1969. Hans mor var alene med sine to børn, Oskar og Hannah, efter at deres far var udvandret til USA. Længsel efter en tilstedeværende far kan genfindes i Braatens litteratur, som i romanen Ulvehiet eller novellen En hjemkomst. Den lille familie levede i trange kår, men klarede sig. Braaten mindedes selv: "Det første, jeg kan huske, er fra den krogede, hyggelige del af Sandakerveien fra Sagene skole og op til Torshovgata...Jeg har mine første minder fra "nummer 12", det aller mindste af de små træhuse i Sandakerveien, med en vandpost lige indenfor gærdet." Derfra flyttede de til murgården på hjørnet af Sandakerveien og Holsts gate, kaldt "Hjemmet". Deres lejlighed lå på anden sal med vindue mod det åbne område. De delte køkken med en anden familie.
Oskar Braaten klarede sig godt i skolen. Omkring ham blev bydelen Sagdene raskt industrialiseret med fremvækst af fabrikker langsmed Akerselven.

## Familie
I 1896 blev Braaten udskrevet fra skolen som 15-årig, og blev ansat af boghandler og antikvar Bertrand Jensen i 1899. Her mødte han violinisten Nanna Thorvaldsen og giftede sig i 1910 med hende. Hun tjenten nok til at han kunne være hjemme som heltidsforfatter. De fik sønnen
Bjørn i 1912 og datteren Berit i 1918.

## Forfatterskapet
Novellesamlingen Kring fabrikken beskriver arbejdermiljøet på Oslos østkant. Braaten ville "vise, at verden er noget andet end Karl Johan". Kring fabrikken handler om menneskets trang til at rive sig løs fra snævre forhold, og menneskesindets sammenhæng med opvækstmiljøet. Braaten formidlede et nyt billede af Oslo ellers ukendt i litteraturen.
I 1911 udgav han Ungen. Skuespillet er en hyldest til mødre. Ungen blev sat op på Nationaltheatret i 1913 og er et af de mest populære norske skuespil nogensinde.
Efter Ungen fik Braaten rejsestipendier til Danmark, Tyskland og Italien. Familien planlagde et længere ophold i Rom, men kom hjem lige inden første verdenskrig i 1914. De havde sagt lejligheden op, og bosatte sig nu på Kolbotn.
Braaten skrev sine første bøger på landsmål, men med novellesamlingen Mens hjulene staar og andre fortællinger der udkom i 1916, gik han over til et stærkt Oslo-præget riksmål. I 1919 udkom romanen Ulvehiet, og året efter kom fortsættelsen, romanen Matilde. Disse blev i 1933 udgiven sammen under titlen Ulvehiet. I Ulvehiet skildrer Braaten Jonny, der flytter med sin mor fra et lille træhus til en grå bygård. Matilde bor i naboværelset, men er blevet street-smart at at bo i "Ulvehiet". (Beboerne selv kalder de to bygårde for "Komplekset".) Vi følger Jonny og Matilde gennem opvæksten til de er voksne. Ulvehiet er Braatens mest kendte roman.
Efter syv år på Kolbotn fik Oskar Braaten nok af den lange vej ind til Oslo. Sønnen Bjørn fik hyppige astmaanfald, og datteren Berit tålte heller ikke fugtigheden fra et vand i nærheden. I 1921 flyttede familien til Ullevål haveby i 1921. I den store have kunne Oskar og Nanna udfolde interessen for blomster og planter.
I 1925 kom komedien Den store barnedåpen. Skuespillet handler om Alvilde, der får et barn udenfor ægteskab. Hun vil døbe barnet, men skældes ud af menighedens kapellan. Kirketjener Evensen, en tidligere høker, siger derimod "kom til os". Alvilde bliver gift og får samtidig sit barn døbt.
Oskar Braaten omgikkes kendte litterære skikkelser som Sigrid Undset. Etter en tur i Trysilskoven med Sven Moren kunne Braaten fortælle familien, at han havde aftalt at købe en hyttetomt. Moren-familien og Braaten-familien blev hyttenaboer. For Braaten var Trysil et helt nyt landskab, og han tog ofte op til hytten, men savnede snart byen igen. Han døde i en trafikulykke i Trysil 57 år gammel.

## Udvalgte værker

### Skuespil
- Ungen (1911)
- Borgen (1915)
- Den store barnedåpen (1925)

### Romaner
- Ulvehiet (1919)
- Matilde (1920)
- Opover (1924)
- Prinsesse Terese (1931)

### Novellesamlinger
- Kring fabrikken (1910)
- Oslo-fortellinger (1935)